# L.A. Woman (Lied)
L.A. Woman ist ein Lied der US-amerikanischen Rockband The Doors. Es war das Titellied des 1971 veröffentlichten gleichnamigen Albums, wurde aber nicht als Single veröffentlicht.

## Text
L.A. Woman wurde als Jim Morrisons endgültiger Abschied an Los Angeles vor seinem Umzug nach Paris interpretiert. Der Text wurde durch John Rechys 1963 erschienenen, grenzüberschreitenden Roman Nacht in der Stadt (City of Night) inspiriert.
Während der Bridge wiederholt Morrison mehrmals die Phrase „Mr. Mojo Risin’,“ einem Anagramm seines vollständigen Namens. Der Schlagzeuger der Band, John Densmore, erzählte später, wie es entstand:

„After we recorded the song, he wrote ‚Mr. Mojo Rising‘ on a board and said, ‚Look at this.‘ He moves the letters around and it was an anagram for his name. I knew that mojo was a sexual term from the blues, and that gave me the idea to go slow and dark with the tempo. It also gave me the idea to slowly speed it up like an orgasm.“

„Nachdem wir den Song aufgenommen hatten, schrieb er (Morisson) „Mr. Mojo Rising“ auf eine Tafel und sagte: „Seht euch das an!“ Er verschob die Buchstaben, und es ergab ein Anagram für seinen Namen. Ich wusste, dass „Mojo“ ein sexueller Begriff aus dem Blues war, und daraus entstand die Idee, das Tempo langsam und dunkel zu halten. So entstand auch die Idee, die Geschwindigkeit wie bei einem Orgasmus langsam zu steigern.“

## Coverversionen
L.A. Woman wurde 1987 von der Band Leningrad Cowboys als Single veröffentlicht und war auf deren Debüt-Album 1917–1987 enthalten. 1990 nahm Billy Idol den Song für sein Album Charmed Life auf und veröffentlichte das Lied als zweite Single. Seine Version erreichte Platz 52 der Billboard Hot 100 sowie Platz 70 der britischen Charts.

## Trivia
- 1985 führte Ray Manzarek Regie bei einem von Rick Schmidlin produzierten Musikvideo zu dem Lied.
- Ein von Morrison handschriftlich mit dem Text des Liedes beschriebenes Blatt Papier wurde am 4. August 2009 bei einer Auktion in Berkshire (Vereinigtes Königreich) für 13.000 Pfund versteigert.[6]